# 罗贤懋
罗贤懋（1930年—），男，安徽宿松人，中国病理生理学家，曾任中国医学科学院肿瘤研究所研究员、博士生导师、